# Something to Believe In
Something to Believe In är ett studioalbum av Anna Bergendahl, utgivet 24 oktober 2012 på Lionheart efter hennes debutalbum Yours Sincerely 2010.

## Låtlista
| Nr  | Titel                                      | Längd |
| --- | ------------------------------------------ | ----- |
| 1.  | I Don't Know (Where We're Going With This) |       |
| 2.  | Live and Let Go                            |       |
| 3.  | I Hate New York                            |       |
| 4.  | Something to Believe In                    |       |
| 5.  | The Good Thing                             |       |
| 6.  | Fun                                        |       |
| 7.  | Love, Me                                   |       |
| 8.  | A Good Time                                |       |
| 9.  | Better Than This                           |       |
| 10. | The Sensible Choice                        |       |
| 11. | The Last Time                              |       |
| 12. | Wrong                                      |       |

## Medverkande
- Anna Bergendahl - sångare
- Larry Klein - bas, producent
- Doug Pettibone - gitarr
- Jay Bellerose - trummor, slagverk
- Patrick Warren - klaviatur

## Listplaceringar
| Lista (2012-2013) | Topplacering |
| ----------------- | ------------ |
| Sverige           | 13           |

### Fotnoter
1. ↑  ”Something to Believe In”. Svensk mediedatabas. 6 mars 2012. http://smdb.kb.se/catalog/id/002852252. Läst 20 november 2014.
2. ↑  ”Something to Belive In”. Swedishcharts. 6 mars 2012. http://swedishcharts.com/showitem.asp?interpret=Anna+Bergendahl&titel=Something+To+Believe+In&cat=a. Läst 20 november 2014.